# فینال ای‌اف‌سی کاپ ۲۰۰۴
فینال ای‌اف‌سی کاپ ۲۰۰۴ مسابقه فینال نخستین دوره ای‌اف‌سی کاپ بود که در سال ۲۰۰۴ برگزار شد و الجیش سوریه به مقام قهرمانی دست یافت.

## مسابقه
بازی اول
| الوحده | ۲–۳ | الجیش |
| ------ | --- | ----- |
|        |     |       |

بازی دوم
| الجیش | ۰–۱ | الوحده |
| ----- | --- | ------ |
|       |     |        |